# Cryptotora thamicola
Genre
Espèce
Synonymes
- Homaloptera thamicola Kottelat, 1988[2]

Statut de conservation UICN

 VU A1cd+2cd : Vulnérable
Cryptotora thamicola est une espèce de poissons téléostéens de la famille des Balitoridae, de l'ordre des Cypriniformes, du genre Cryptotora monotypique, c'est-à-dire qu'il n'est composé que d'une seule espèce.

## Distribution et habitat
Cryptotora thamicola ou « escaladeur de cascade de grotte » (traduction de l’anglais « Waterfall climbing cave fish » aussi connu comme le « poisson de grotte des anges », est une espèce troglobie, sans yeux, endémique de la Thaïlande. L'espèce a été enregistrée à partir de huit sites souterrains dans un grand système karstique (au sein de la formation « Pang Mapha karst ») dans la province de  Mae Hong Son en Thaïlande. Le poisson a une zone d'occurrence de près de 200 km2, mais une zone d'occupation de 6 km2 ; la connectivité de l'ensemble du système karstique est inconnue, mais la jonction de plusieurs grottes a été observée. La présence de C. thamicola est confirmée dans huit grottes. L'holotype a été trouvé au niveau de la chute d'eau « Susa » en mai 1985 ; les grottes de « Mae Lana » accueillent aussi le poisson. Il peut également se rencontrer dans d'autres grottes immergées de la région.

## Description
Il atteint une longueur de 2,8 cm. Ce poisson se remarque à ses ailerons qui peuvent se déployer sur la terre ferme ce qui permet au poisson de gravir des obstacles à la manière d'une salamandre,. Ce poisson est le seul membre connu de son genre. 
Il est dépigmenté et aveugle. Cette espèce coexiste avec une autre loche hypogée ou « poisson de grotte foreur », Schistura oedipe. L'espèce est spécialisée pour vivre dans les eaux souterraines au courant fort, dans les zones profondes des grottes (à plus de 500 mètres de l'entrée). Elle dépend des micro-organismes, et matières organiques de ces grottes, et est très sensible aux perturbations, la qualité de l'eau et le changement hydrographique.

## Taxonomie
Le nom valide complet (avec auteur) de ce taxon est Cryptotora thamicola (Kottelat, 1988).
Cryptotora thamicola a pour synonyme :
- Homaloptera thamicola Kottelat, 1988

## Relations à l'Homme et protection
Cryptotora thamicola est sous la menace potentielle de la pollution agricole qui pourrait influer sur l'ensemble du système karstique.
L'espèce est protégée en vertu de la loi thaïlandaise, et se trouve dans un parc national (Pai bassin National Park), mais cela ne protège pas nécessairement les espèces car il y a peu de restrictions sur les pratiques agricoles et la réglementation du tourisme. La réduction des impacts potentiels sur l'habitat des différentes espèces est réelle et devrait être améliorée. La perturbation humaine à travers l'activité touristique, notamment la spéléologie, peut menacer l'espèce. Sa population a été estimée à environ 2 000 individus en 2001. L’agriculture et la déforestation sont de futures menaces majeures. Ces éléments ont amené l'Union internationale pour la conservation de la nature (UICN) à qualifier l'espèce de « Vulnérable ».